# Lasimestarinletto

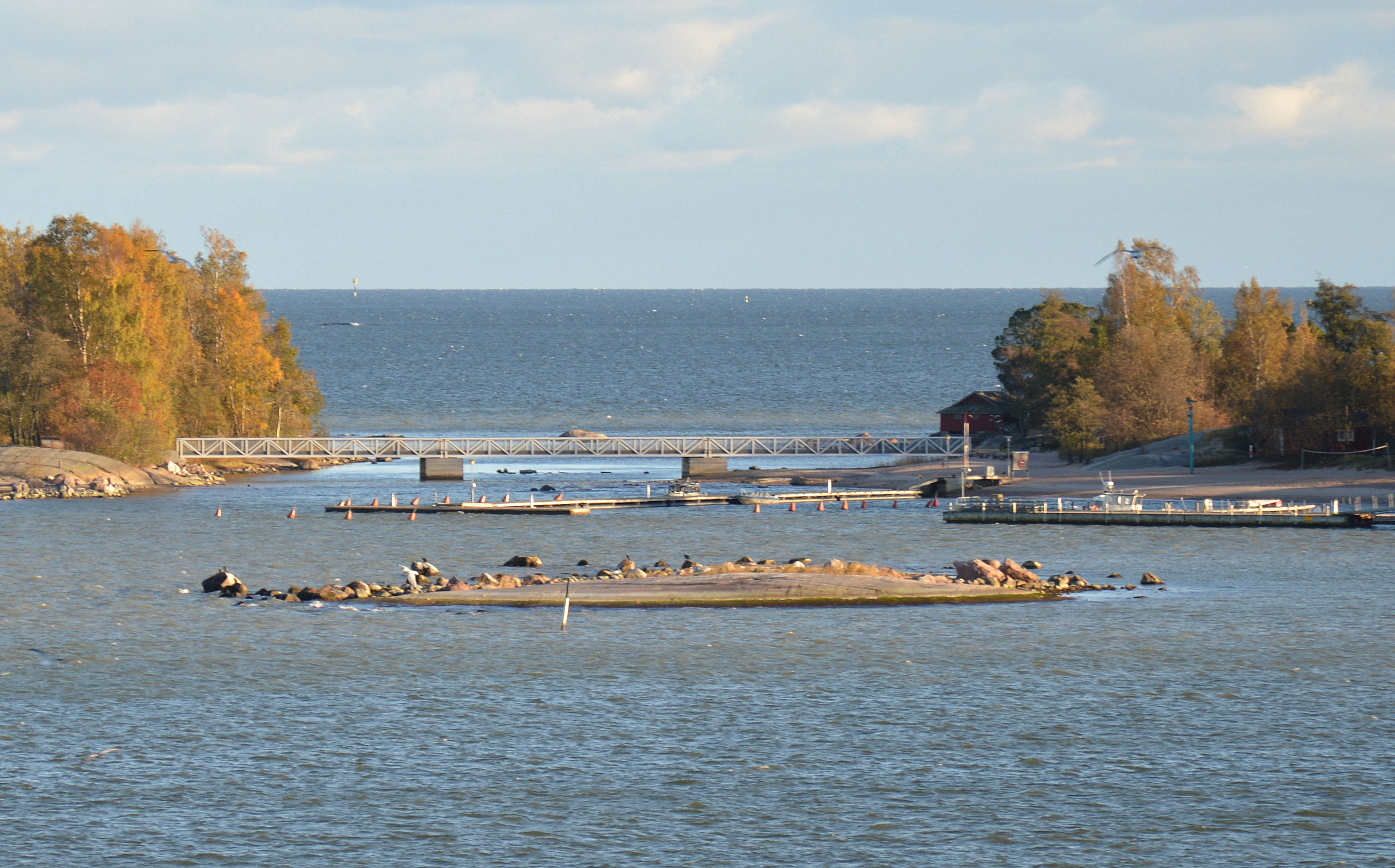
Lasimestarinletto, Blick von Nordwesten, im Hintergrund Bootsanleger von Läntinen Pihlajasaari und die Brücke zwischen Itäinen Pihlajasaari (links) und Läntinen Pihlajasaari (rechts)

Lasimestarinletto (schwedisch: Glasmästarklacken) ist eine zu Finnland gehörende Schäre in der Ostsee südlich von Helsinki im Finnischen Meerbusen.
Die Schäre gehört zum Teilgebiet Länsisaaret des Stadtteils Ulkosaaret der finnischen Hauptstadt Helsinki. Unmittelbar westlich von Lasimestarinletto verläuft der Seeweg zum nur wenige hundert Meter nördlich gelegenen Hafen von Helsinki. Südöstlich und südlich liegen die deutlich größeren Inseln Itäinen Pihlajasaari und Läntinen Pihlajasaari.
Die unbewohnte Insel erstreckt sich von Nordwesten nach Südosten über etwa 70 Meter bei einer Breite von bis zu ungefähr 40 Metern. Sie erhebt sich nur wenig über die Wasseroberfläche und ist weitgehend kahl.